# Іоанн I (ігумен Києво-Печерського монастиря)
Іоа́нн I (д/н — бл. 1103) — церковний діяч, письменник часів Великого князівства Київського.

## Життєпис
Походження невідоме. Здобув добру освіту. Вперше як чернець Києво-Печерського монастиря згадується в оповіданні Києво-Печерського патерика про вигнання бісів з преподобного Микити в червні-липні 1078 року.
Належав до числа ченців, які вимагали аскетичних подвигів і суворого дотримання уставу монастиря. Під час настоятельства ігумена Никона був серед його противників.
1088 року обирається новим настоятелем Києво-Печерського монастиря. 14 серпня 1089 року була освячена «Велика» Печерська церква Успіння Пресвятої Богородиці, завершена ще в 1077 році. Відзначаючи занадто тривалий термін, що минув між завершенням будівництва церкви і її освяченням, дослідники припускають, що ігумену Іоанну I вдалося подолати якийсь конфлікт, що існував між монастирем і митрополичою владою при його попередникові Никоні. Тому в цьому заході брали участь митрополит Іоанн II, єпископи Лука Білгородський, Ісая Ростовський, Іоанн Чернігівський і Антоній Юр'ївський. Згодом було споруджено бокового вівтаря в ім'я Св. Іоанна Предтечі в Успенському соборі.
Відповідно до Києво-Печерського патерика, Іоанн I користувався підтримкою великого князя Всеволода Ярославича та і його сина Володимира Мономаха, князя Чернігівського. Так, коли останній тяжко захворів, він надіслав за допомогою до ігумена Іоанна і той умовив ченця Агапіта надати князеві ліки.
14 серпня 1091 року з ініціативи ігумена Іоанна відбулося перенесення з печери до Успенської церкви мощей преп. Феодосія Печерського. Через два дні, 16 серпня, в тій же Успенської церкви, «супроти труні Феодосьеву», була похована дружина київського тисяцького Яна Вишатича — Марія.
Ймовірно, ініціатива канонізації Феодосія Печерського не отримала визнання нового митрополита Миколая. Звістка про перенесення мощей подвижника за участю 3 єпископів, ймовірно, була сприйнята ним негативно, оскільки було помічено загрозу падіння авторитету влади митрополії. Для того щоб реалізувати ініціативу канонізації прп. Феодосія, ігумену необхідна була підтримка нового київського князя Святополка Ізяславича. Однак домогтися цього не вдалося через особистий конфлікт, викликаний збільшенням податків, і нездатність відбити напади половців. У 1096 хан Боняк раптово з'явився під стінами Києва. Половці розграбували передмістя столиці, спалили княжий двір в Берестові, а потім розграбували подвір'я Києво-Печерського монастиря, вбивши декількох ченців. За це ігумен жорстко критикував великого князя, звинувативши того у жадобі та насиллі.
У відповідь Святополк Ізяславич запроторив ігумена до рідного міста Туров. Був звільнений лише в 1098 році, після того, як проти великого князя виступив князь Володимир Мономах через осліплення Святополком і його стриєчним братом Давидом Ігоровичем теребовльского князя Василька Ростиславича. Проте конфлікти між ченцями монастиря та великим князем тривали. Лише 1099 року відбулося замирення.
Можливо, в 1101 році ігумен Іоанн I разом з іншими не названими ігуменами київських монастирів просив разом з митрополитом Миколою князя Святополка Ізяславича звільнити захопленого в полон берестейського князя Ярослава Ярополковича. Помер близько 1103 року. Новим настоятелем було обрано Феоктіста I.

## Творчість
У 1093—1094 роках ігумен написав «Початкове зведення», що стала в подальшому основою для праці Нестора Літописця «Повість минулих літ».